# GXT
GXT è stato un canale televisivo italiano attivo tra il 1° maggio 2005 e il 1° gennaio 2015.

## Storia
Il canale nasce il 1º maggio 2005 dalla volontà di Jetix di raggiungere il target adolescenziale, offrendo una programmazione improntata su ironia, azione ed eccessi.
Il palinsesto della rete includeva Takeshi's Castle, Ninja Warrior, American Gladiators, WWE Afterburn, WWE Bottom Line, TNA Impact e Guinness World Records; offriva inoltre film comici, d'azione e d'orrore per raggiungere il target prefissato.
Il 30 aprile 2008 si trasferisce sul canale 146 di SKY. Il 1º giugno 2008 nasce anche la versione timeshift, denominata GXT +1, disponibile sul canale 147 di SKY.
Il 14 gennaio 2013, in seguito alla chiusura del gruppo Switchover, il canale viene acquisito dal gruppo Discovery.
Il 1º gennaio 2015 non rinnova il contratto con SKY e chiude i battenti.

## Palinsesto
- 1000 modi per morire
- Affare fatto
- Agusto
- American Gladiators
- Aquarius
- A tutto reality
- Battle Dome
- Bellator MMA
- Bikini Destinations
- BUGS Television
- Bullrun
- Burn-Up Excess
- Burst Angel
- Cacciatori di tesori
- Car Crazy
- City Hunter
- Come è fatto
- Cops
- Crossfire
- Deadliest Warrior
- Desert Punk
- DNA²
- Dog The Bounty Hunter
- Driving Wars
- EPW Overload
- Extreme Dodgeball
- Fear Factor
- Franc Frac e Giancanino
- Freaky
- Fuori di Testa
- Gamebuster
- Gasparetto N' Furious
- Gatchaman
- Ghost Hunters
- Graveyard Cars
- Great Teacher Onizuka
- Guinness World Records
- GXT Calcio
- GXT Sport Attack
- Hawaii Meets Venice
- Hot Rod
- I Cavalieri dello zodiaco
- IFSA Strongest
- Il Filmazzo
- Inuyasha
- I re del cazzeggio
- I Survived the Japanese Game Show
- Judo Boy
- Komitiva
- Kung Faux
- Lavori Sporchi con Mike Rowe
- Los Luchadores
- Major League Wrestling (MLW)
- Man vs Food with Adam Richman and New Seasons
- Masters of Combat
- MagiXter - Maghi da Legare
- Most Dangerous
- Najica Blitz Tactics
- New Japan Pro Wrestling (NJPW)
- Ninja Warrior
- NormalMan
- NWA Power Wrestling
- Poker Night
- Police Interceptors
- Pucca
- Ranma ½
- Ring of Honor
- Robot Wars
- Roller Jam
- Saiyuki - La leggenda del demone dell'illusione
- Samurai 7
- Scull of Rap
- Silver Surfer
- Slamball
- Slam Dunk
- Sport Stars Challenge
- Supercars
- Super Manga Biascika
- Sushi TV
- Takeshi's Castle
- The Contender Muay Thai
- The Dudesons
- The Power of One
- Top Gear
- TNA Impact
- Total Wipeout
- Ultimate Fighting Championship
- Ultimate Poker Challenge
- Unbeatable Banzuke
- Wipeout - pronti a tutto!
- World Combat League
- World's Strongest Man
- World's Wildest Police
- WWE Afterburn
- WWE Bottom Line
- X
- X-Play
- Xena - Principessa guerriera
- Young Hercules